# Perulibatrachus rossignoli
Perulibatrachus rossignoli (лат.) — вид донных лучепёрых рыб из семейства батраховых (Batrachoididae). Максимальная длина тела 40 см, обычно — до 30 см. В первом спинном плавнике три жёстких луча, а во втором — 19 мягких лучей. В анальном плавнике 13—15 мягких лучей. Окраска коричневая, нижняя сторона тела более светлая. На теле 3-4 коричневых поперечных полосы, на голове 2. Иногда на голове и теле бывают коричневые пятна. Встречаются в восточной части Атлантического океана от Габона до Анголы. Об одном экземпляре сообщалось из Уолфиш-Бей, Намибия. Морские демерсальные тропические рыбы, обитающие на глубине до 100 м на континентальном шельфе. Питаются в основном ракообразными. Безвредна для человека, являются объектами мелкого коммерческого промысла. Продаются обычно в свежем виде.